# Liste des titres musicaux numéro un en France en 1996
Cette page liste les singles et albums classés numéro un des ventes de disques en France par le Syndicat national de l'édition phonographique pour l'année 1996.

## Classement des singles
| Semaine | Sortie       | Artiste                | Titre                         |
| ------- | ------------ | ---------------------- | ----------------------------- |
| 1       | 6 janvier    | Coolio featuring L. V. | Gangsta's Paradise            |
| 2       | 13 janvier   | Coolio featuring L. V. | Gangsta's Paradise            |
| 3       | 20 janvier   | Coolio featuring L. V. | Gangsta's Paradise            |
| 4       | 27 janvier   | Coolio featuring L. V. | Gangsta's Paradise            |
| 5       | 3 février    | Coolio featuring L. V. | Gangsta's Paradise            |
| 6       | 10 février   | Coolio featuring L. V. | Gangsta's Paradise            |
| 7       | 17 février   | Coolio featuring L. V. | Gangsta's Paradise            |
| 8       | 24 février   | Ophélie Winter         | Dieu m'a donné la foi         |
| 9       | 2 mars       | Coolio featuring L.V.  | Gangsta's Paradise            |
| 10      | 9 mars       | Babylon Zoo            | Spaceman                      |
| 11      | 16 mars      | Boris                  | Soirée disco                  |
| 12      | 23 mars      | Robert Miles           | Children                      |
| 13      | 30 mars      | Robert Miles           | Children                      |
| 14      | 6 avril      | Robert Miles           | Children                      |
| 15      | 13 avril     | Robert Miles           | Children                      |
| 16      | 20 avril     | Robert Miles           | Children                      |
| 17      | 27 avril     | Robert Miles           | Children                      |
| 18      | 4 mai        | Robert Miles           | Children                      |
| 19      | 11 mai       | Robert Miles           | Children                      |
| 20      | 18 mai       | Robert Miles           | Children                      |
| 21      | 25 mai       | Robert Miles           | Children                      |
| 22      | 1er juin     | Robert Miles           | Children                      |
| 23      | 8 juin       | Mark Snow              | The X-Files                   |
| 24      | 15 juin      | Los del Río            | Macarena (Bayside Boys remix) |
| 25      | 22 juin      | Los del Río            | Macarena (Bayside Boys remix) |
| 26      | 29 juin      | Los del Río            | Macarena (Bayside Boys remix) |
| 27      | 6 juillet    | Los del Río            | Macarena (Bayside Boys remix) |
| 28      | 13 juillet   | Carrapicho             | Tic, tic tac                  |
| 29      | 20 juillet   | Carrapicho             | Tic, tic tac                  |
| 30      | 27 juillet   | Carrapicho             | Tic, tic tac                  |
| 31      | 3 août       | Los Del Rio            | Macarena (Bayside Boys remix) |
| 32      | 10 août      | Los Del Rio            | Macarena (Bayside Boys remix) |
| 33      | 17 août      | Los Del Rio            | Macarena (Bayside Boys remix) |
| 34      | 24 août      | Fugees                 | Killing Me Softly             |
| 35      | 31 août      | Fugees                 | Killing Me Softly             |
| 36      | 7 septembre  | Fugees                 | Killing Me Softly             |
| 37      | 14 septembre | Fugees                 | Killing Me Softly             |
| 38      | 21 septembre | Fugees                 | Killing Me Softly             |
| 39      | 28 septembre | Spice Girls            | Wannabe                       |
| 40      | 5 octobre    | Spice Girls            | Wannabe                       |
| 41      | 12 octobre   | Spice Girls            | Wannabe                       |
| 42      | 19 octobre   | Khaled                 | Aïcha                         |
| 43      | 26 octobre   | Gala                   | Freed from Desire             |
| 44      | 2 novembre   | Gala                   | Freed from Desire             |
| 45      | 9 novembre   | Gala                   | Freed from Desire             |
| 46      | 16 novembre  | Gala                   | Freed from Desire             |
| 47      | 23 novembre  | Gala                   | Freed from Desire             |
| 48      | 30 novembre  | Gala                   | Freed from Desire             |
| 49      | 7 décembre   | Gala                   | Freed from Desire             |
| 50      | 14 décembre  | Gala                   | Freed from Desire             |
| 51      | 21 décembre  | Gala                   | Freed from Desire             |
| 52      | 28 décembre  | Gala                   | Freed from Desire             |

## Classement des albums
| Semaine | Sortie       | Artiste                  | Titre                               |
| ------- | ------------ | ------------------------ | ----------------------------------- |
| 1       | 6 janvier    | Céline Dion              | D'eux                               |
| 2       | 13 janvier   | Céline Dion              | D'eux                               |
| 3       | 20 janvier   | Céline Dion              | D'eux                               |
| 4       | 27 janvier   | Céline Dion              | D'eux                               |
| 5       | 3 février    | Céline Dion              | D'eux                               |
| 6       | 10 février   | Céline Dion              | D'eux                               |
| 7       | 17 février   | Céline Dion              | D'eux                               |
| 8       | 24 février   | Céline Dion              | D'eux                               |
| 9       | 2 mars       | Céline Dion              | D'eux                               |
| 10      | 9 mars       | Céline Dion              | Falling into You                    |
| 11      | 16 mars      | Céline Dion              | Falling into You                    |
| 12      | 23 mars      | Céline Dion              | Falling into You                    |
| 13      | 30 mars      | Céline Dion              | Falling into You                    |
| 14      | 6 avril      | Rage Against the Machine | Evil Empire                         |
| 15      | 13 avril     | Céline Dion              | Falling into You                    |
| 16      | 20 avril     | The Cranberries          | To the Faithful Departed            |
| 17      | 27 avril     | The Cranberries          | To the Faithful Departed            |
| 18      | 4 mai        | The Cranberries          | To the Faithful Departed            |
| 19      | 11 mai       | George Michael           | Older                               |
| 20      | 18 mai       | George Michael           | Older                               |
| 21      | 25 mai       | Michel Polnareff         | Live at the Roxy                    |
| 22      | 1er juin     | Michel Polnareff         | Live at the Roxy                    |
| 23      | 8 juin       | Metallica                | Load                                |
| 24      | 15 juin      | Michel Polnareff         | Live at the Roxy                    |
| 25      | 22 juin      | Michel Polnareff         | Live at the Roxy                    |
| 26      | 29 juin      | Michel Polnareff         | Live at the Roxy                    |
| 27      | 6 juillet    | Michel Polnareff         | Live at the Roxy                    |
| 28      | 13 juillet   | Johnny Hallyday          | Lorada Tour                         |
| 29      | 20 juillet   | Johnny Hallyday          | Lorada Tour                         |
| 30      | 27 juillet   | Johnny Hallyday          | Lorada Tour                         |
| 31      | 3 août       | Worlds Apart             | Everybody                           |
| 32      | 10 août      | Johnny Hallyday          | Lorada Tour                         |
| 33      | 17 août      | Fugees                   | The Score                           |
| 34      | 24 août      | Fugees                   | The Score                           |
| 35      | 31 août      | Fugees                   | The Score                           |
| 36      | 7 septembre  | Fugees                   | The Score                           |
| 37      | 14 septembre | Fugees                   | The Score                           |
| 38      | 21 septembre | Fugees                   | The Score                           |
| 39      | 28 septembre | Fugees                   | The Score                           |
| 40      | 5 octobre    | Nirvana                  | From the Muddy Banks of the Wishkah |
| 41      | 12 octobre   | Fugees                   | The Score                           |
| 42      | 19 octobre   | Phil Collins             | Dance into the Light                |
| 43      | 26 octobre   | Céline Dion              | Live à Paris                        |
| 44      | 2 novembre   | Céline Dion              | Live à Paris                        |
| 45      | 9 novembre   | Barbara                  | Barbara                             |
| 46      | 16 novembre  | Noir Désir               | 666.667 Club                        |
| 47      | 23 novembre  | Céline Dion              | Live à Paris                        |
| 48      | 30 novembre  | Céline Dion              | Live à Paris                        |
| 49      | 7 décembre   | Céline Dion              | Live à Paris                        |
| 50      | 14 décembre  | Céline Dion              | Live à Paris                        |
| 51      | 21 décembre  | Céline Dion              | Live à Paris                        |
| 52      | 28 décembre  | Spice Girls              | Spice                               |

## Les dix meilleures ventes
Il s'agit des dix meilleures ventes de singles et d'albums de l'année 1996 en France.

### Singles
| №  | Artiste       | Titre                         |
| -- | ------------- | ----------------------------- |
| 1  | Los del Río   | Macarena (Bayside Boys remix) |
| 2  | Carrapicho    | Tic, tic tac                  |
| 3  | Gala          | Freed from Desire             |
| 4  | Khaled        | Aïcha                         |
| 5  | Fugees        | Killing Me Softly             |
| 6  | Spice Girls   | Wannabe                       |
| 7  | Robert Miles  | Children                      |
| 8  | Fool's Garden | Lemon Tree                    |
| 9  | Mark Snow     | The X-Files                   |
| 10 | Worlds Apart  | Je te donne                   |

### Albums
| №  | Artiste          | Titre                                      |
| -- | ---------------- | ------------------------------------------ |
| 1  | Fugees           | The Score                                  |
| 2  | Céline Dion      | Falling into You                           |
| 3  | Worlds Apart     | Everybody                                  |
| 4  | Céline Dion      | D'eux                                      |
| 5  | The Cranberries  | To the Faithful Departed                   |
| 6  | Mylène Farmer    | Anamorphosée                               |
| 7  | Michel Polnareff | Live at the Roxy                           |
| 8  | Michael Jackson  | HIStory: Past, Present and Future – Book I |
| 9  | Johnny Hallyday  | Lorada Tour                                |
| 10 | Céline Dion      | Live à Paris                               |